# Wijnbergshofje
Het Wijnbergshofje is een hofje in Haarlem, het is te vinden aan de Barrevoetestraat 4 in het centrum van Haarlem.
Het pand 'De Wijnberg' werd oorspronkelijk gebruikt als kerk van de Hoogduitse Doopsgezinde gemeente in Haarlem. In 1651 ging de Hoogduitse gemeente samen met de Doopsgezinde Vlaamse gemeente die een kerk had aan het nabijgelegen Klein Heiligland. Twee kerken waren niet nodig en zo werd De Wijnberg een behuizing voor oudere alleenstaande dames. De exacte datum waarop het hofje is gesticht, is onbekend, maar vermoedelijk in 1662. Het oudste nog bestaande archiefstuk is van 1696.
Het gebouw De Wijnberg werd gesloopt in 1871 en in 1872 werd het nieuwe Wijnbergshof opgeleverd dat bestond uit een hoofdgebouw aan de Barrevoetestraat met twee zijvleugels met daarin de hofjeswoningen. Het hofje had negen hofwoningen en een hoofdgebouw met daarin een regentenkamer en een woning voor de opzichteres. Het hofje werd, net als de meeste andere hofjes, bestuurd door een college van regenten en regentessen. De bewoonsters kregen van de regenten wekelijks een preuve (een gift), verder kregen ze de meest noodzakelijke levensmiddelen in natura. De bewoonsters betaalden geen huur.
De woningen zijn lange tijd ongeveer hetzelfde gebleven, wel werden ze gemoderniseerd. Zo kwamen er in de jaren zestig van de 20e eeuw keukens en wc's in de huisjes en werden de zolders omgebouwd tot slaapvertrek. In de jaren tachtig werden de woningen voorzien van badkamers en centrale verwarming. In de jaren negentig is het hof gerenoveerd. Er kwamen appartementen in het hoofdgebouw en door twee hofjeswoningen te laten vervallen, werden de huizen groter. De buitenkant van het hof is gelijk gebleven maar van binnen zijn de huizen opnieuw opgebouwd.
Bestaand:
Brouwershofje ·
Bruiningshofje ·
Frans Loenenhofje ·
Gravinnehof ·
Hofje Codde en Van Beresteijn ·
Hofje In den Groenen Tuin ·
Hofje van Bakenes ·
Hofje van Guurtje de Waal ·
Hofje van Loo ·
Hofje van Noblet ·
Hofje van Oorschot ·
Hofje van Staats ·
Hofje van Heythuysen ·
Johan Enschedé Hof ·
Luthers Hofje ·
Proveniershof ·
Remonstrants Hofje ·
Teylers Hofje ·
Vrouwe- en Antonie Gasthuys ·
Wijnbergshofje ·
Zuiderhofje
Verdwenen:
Aelbert Gerritsz. Fijnebuyckshofje ·
Blokshofje ·
Blokzeyldershofje ·
Boonhofje ·
Brammershofje ·
Bullenhofje ·
Comanshofje ·
Deymanshofje ·
Guurt Burethofje ·
Hofje de Dubbele Muts ·
Hofje de Hemelpoort ·
Hofje de Vijftien Kamers ·
Hofje der Twaalf Apostelen ·
Hofje Het Lam ·
Hofje van Bavo ·
Hofje van Gratie ·
Kenauhofje ·
Luciehofje ·
Pietershofje ·
Sint Annahofje ·
Sint Jans Koenen Gasthuishofje ·
Slickhofje ·
Solomonshofje ·
Twijndershofje ·
Vissershofje ·
Weeshuishofje